# Куценко Феодосій Никифорович
Феодосій Никифорович Куценко (1905, село Райгородок, тепер Коропського району Чернігівської області — ?) — український радянський діяч, 1-й секретар Золотниківського та Збаразького районних комітетів КП(б)У Тернопільської області. Депутат Верховної Ради УРСР 2-го скликання.

## Життєпис
Трудову діяльність розпочав робітником заводів міст Макіївки і Горлівки на Донбасі.
Член ВКП(б) з 1931 року.
З 1932 року перебував на відповідальній партійній і радянській роботі в Донецькій (Сталінській) області.
До лютого 1940 року — голова виконавчого комітету Дзержинської районної ради депутатів трудящих Сталінської області.
У лютому 1940 — липні 1941 року — 1-й секретар Золотниківського районного комітету КП(б)У Тернопільської області.
З 1941 року — в Червоній армії на політичній роботі, учасник німецько-радянської війни. Служив політичним керівником роти, заступником командира батальйону із політичної частини. Під час боїв був поранений та демобілізований із Червоної армії у 1944 році.
У 1944 — після 1952 року — 1-й секретар Збаразького районного комітету КП(б)У Тернопільської області.

## Нагороди
- орден Трудового Червоного Прапора (23.01.1948)
- орден Вітчизняної війни 1-го ст. (1.02.1945)
- медалі